# Óssip Sómov
Óssip Sómov (rus: Осип Иванович Сомов)  (Otrada, 1 de juny de 1815 - Sant Petersburg, 26 d'abril de 1876) fou un matemàtic rus.

## Vida i Obra
Sòmov procedia d'una antiga família nobiliària. Va néixer en una petita població de la província de Moscou. El seu germà Andrei, historiador de l'art, va ser el conservador principal de l'Hermitage durant vint-i-dos anys.
Sómov va estudiar matemàtiques i física a la universitat de Moscou en la que es va graduar el 1835. A partir de 1839 va donar classes a l'Escola Comercial de Moscou i a l'Institut de la Noblesa, mentre continuava estudiant pel seu doctorat. El 1841 va ser invitat a donar classes a la Universitat de Sant Petersburg, en la que va obtenir el doctorat sota la direcció de Nikolai Braixman.
La resta de la seva vida va transcórrer a Sant Petersburg, arribant a ser acadèmic de l'Acadèmia de Ciències de Sant Petersburg des del 1862. Entre els seus alumnes es pot esmentar Iégor Zolotarev, que seria el seu successor a la càtedra de la universitat.
Sómov va publicar el primer llibre en rus sobre funcions el·líptiques. El llibre va tenir molta influència en el desenvolupament de les matemàtiques avançades a la Rússia tsarista. Sómov també va treballar en anàlisi vectorial, aplicant-la a la geometria i a la mecànica teòrica.